# خليج أسينارا

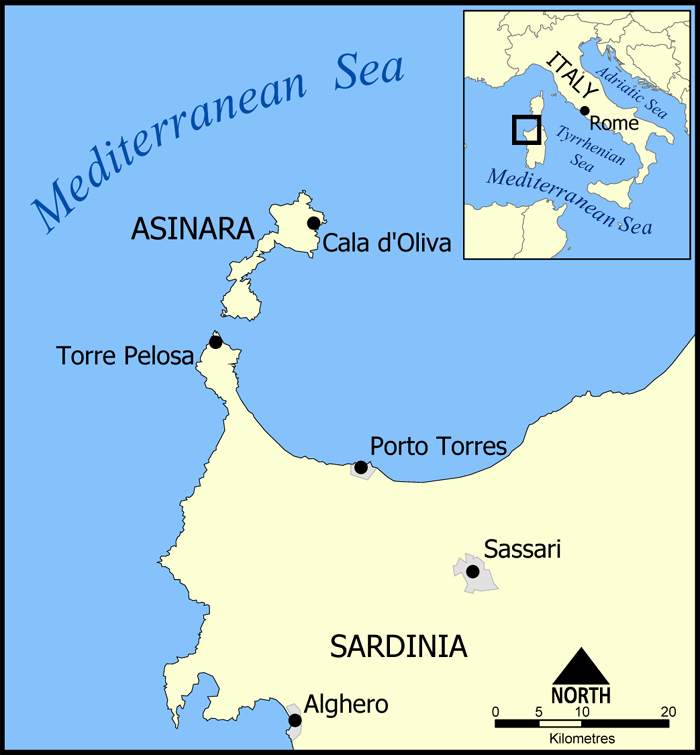
خليج أسينارا

خليج أسينارا (بالإنجليزية:Gulf of Asinara) هو القطاع البحري المحصور بين جزيرة أسينارا ومنطقة كيب فالكوني ومدينة كاستيلساردو، في شمال سردينيا في إيطاليا. تشمل البلديات التي تواجه ساحلها كل من: ستينتينو، وبورتو توريس، وساساري، وفاليدوريا، وسورسو، وباديسي.
يطل على خليج أسينارا عديد من الشواطئ المتنوعة في أماكن مختلفة، تمتد هذه الشواطيء على مساحة بضعة كيلومترات طويلة، مثل شاطيء لا بيلوسا، وشاطيء لي سالين إيزي مانو، وشاطيء فيومي سانتو، وتلك الشواطيء القريبة من مدينة بورتو توريس، وشاطيء بلاتامونا، وشواطئ كاستيلساردو، وشاطيء فاليدوريا، وشاطيء باديسي، وشاطيء ترينيتا دي أغولتو، وفيشاطيء جنولا وايزولا روسا.